# Argo (océanographie)
Pour les articles homonymes, voir Argo.
Argo est un programme scientifique d'océanographie lancé en 2000 par la Commission océanographique intergouvernementale de l’Unesco (COI) et l’Organisation météorologique mondiale (OMM).

## Historique

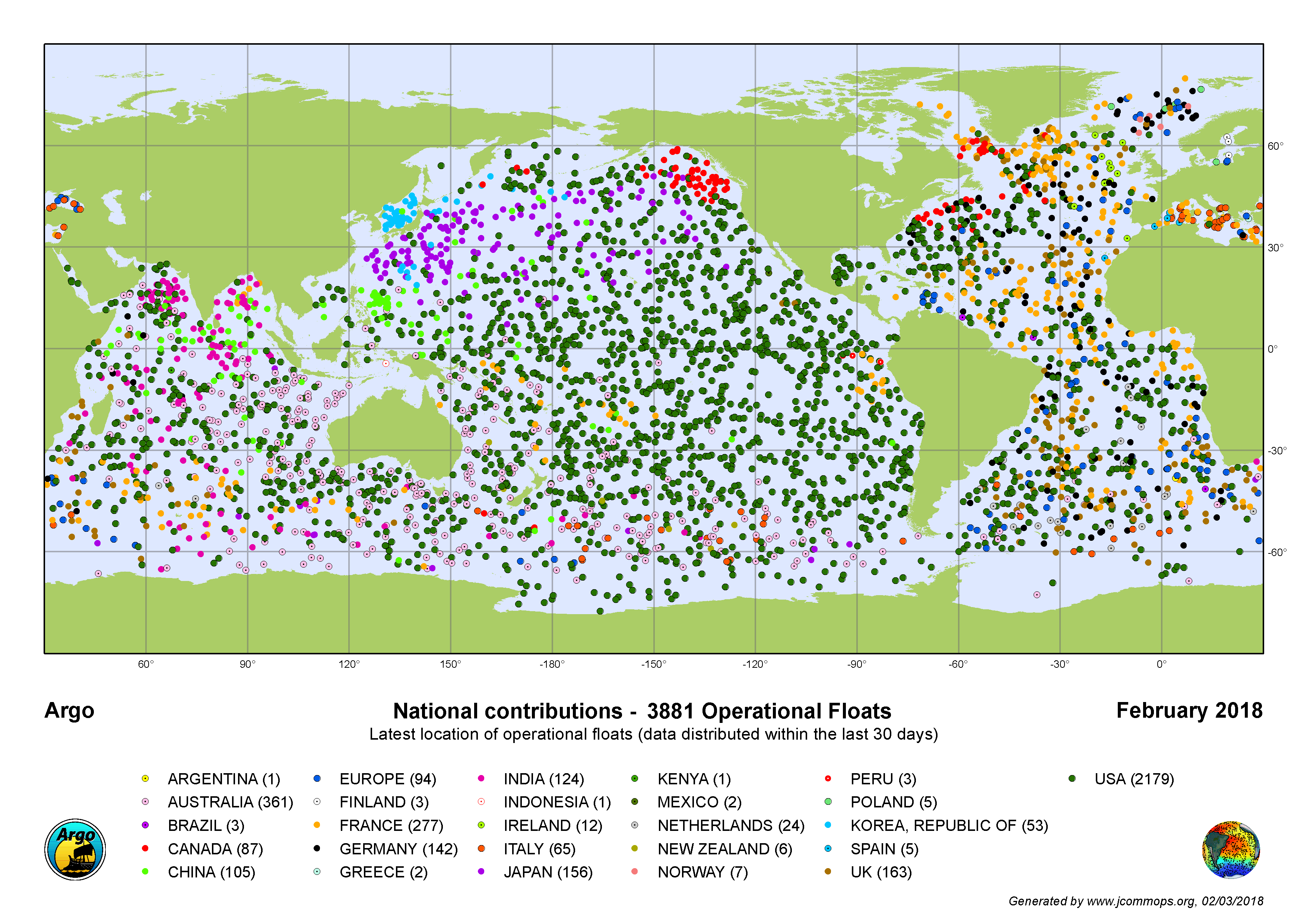
Répartition des balises Argo en février 2018

Schéma d'une balise Argo. Au sommet se trouvent l'antenne et les capteurs. Les éléments horizontaux assurent la stabilité. Les cylindres sombres sont les batteries

Lancé en 2000 par la Commission océanographique intergouvernementale de l’Unesco (COI) et l’Organisation météorologique mondiale (OMM), le programme Argo a pour objectif de développer un réseau global de 3 000 flotteurs profilants autonomes mesurant en temps réel la température et la salinité des 2 000 premiers mètres de l’océan. Argo est un élément essentiel du système global d’observation des océans mis en place pour suivre, comprendre et prévoir le rôle des océans sur le climat de la planète. Fin 2007, le projet a atteint son objectif initial avec 3000 flotteurs en opération. Argo est le fruit d’une coopération internationale remarquable et plus de 30 pays participent directement à la mise en place du réseau. Chaque année 800 à 900 de ces instruments sont
mis à l'eau, soit le nombre nécessaire pour maintenir un réseau de 3000 flotteurs actifs compte tenu de leur durée de vie estimée à 4 ans. Argo est le premier réseau in-situ global d’observation des océans en temps réel. Avec les observations des satellites, les données des flotteurs Argo sont la principale source d'information pour
les chercheurs s'intéressant au climat et à l'océan, pour la prévision saisonnière et climatique ainsi que pour les centres d'analyse et de prévision océanique. L’utilisation des données Argo conjointement aux mesures satellitaires a aussi permis des avancées remarquables dans la représentation de l’océan nécessaire à la prévision océanique et la prévision climatique saisonnière. Elles sont systématiquement utilisées par les systèmes d’océanographie opérationnelle (Mercator Ocean, Service Marin de Copernicus et son projet (MyOcean) et pour leurs applications.

## Objectifs
L’objectif d’Euro-Argo est d’organiser les contributions des états membres afin de permettre à l’Europe de :
- déployer, maintenir et opérer un réseau de 800 flotteurs. Cela demandera de déployer chaque année 250 flotteurs/an.
- fournir un service d’excellence aux communautés recherche (océan, climat) et océanographie opérationnelle (Copernicus et son service marin).
- préparer la nouvelle phase d’Argo avec une extension aux paramètres biogéochimiques, aux plus grandes profondeurs et aux zones polaireArgo est un système d'observation des océans.

Composé de milliers de balises flottantes (3600 dans le projet initial, chiffre atteint en décembre 2013), il doit fournir des données sur la température, la salinité, la conductivité etc. 50 agences de recherche issues de 31 pays collaborent à sa mise en œuvre.
Chaque balise, d'environ deux mètres de hauteur (avec l'antenne), dérive librement en fonction des courants. Elle plonge à 1000 mètres de profondeur, puis tous les dix jours plonge à 2000 mètres avant de remonter lentement à la surface en faisant ses mesures le long de la colonne d'eau ; elle reste à la surface une dizaine d'heures, transmet ses mesures via satellite, et replonge pour le cycle suivant. Les données sont en accès libre et peuvent être consultées par tout le monde, sans restriction. 
Son principe de fonctionnement ne permet pas la collecte d'informations partout : les zones peu profondes et celles dont les courants chassent les balises ne sont pas couvertes.  